# MMS architektura
MMS architektura je sada standardů používaných službou multimediálních zpráv (MMS) v mobilních sítích, např. GSM. Většinu standardů vytvořilo sdružení WAP Forum, které se v roce 2002 přetvořilo v organizaci Open Mobile Alliance, na jejímž webu lze nalézt jak původní standardy, tak jejich aktualizové verze; začlenění do sítí GSM a některé další aspekty popisují standardy organizace 3GPP.

## Úvod

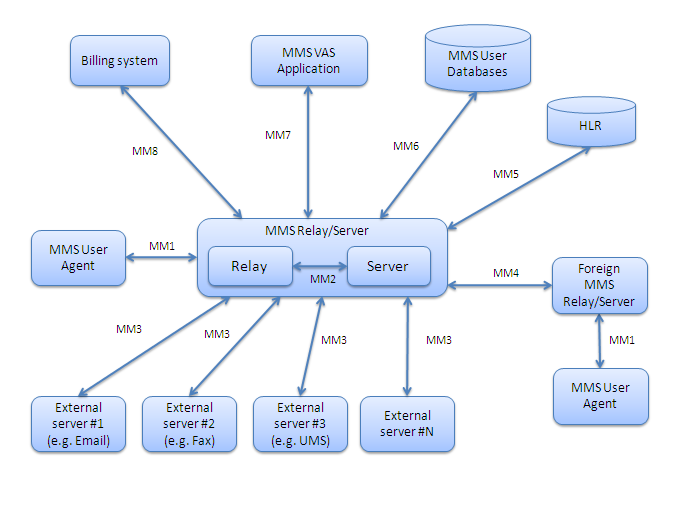
Referenční architektura MMSC

Standard sestává z několika rozhraní mezi komponentami, které se nacházejí v mobilní síti:
- MM1: rozhraní mezi MMS User Agent a MMS centrem
- MM2: rozhraní mezi MMS Relay a MMS Server
- MM3: rozhraní mezi MMS centrem a jinými messaging systémy; používá protokol SMTP
- MM4: rozhraní mezi MMSC; používá protokol SMTP
- MM5: rozhraní mezi MMS centrem a HLR
- MM6: rozhraní mezi MMS centrem a databází uživatelů
- MM7: rozhraní mezi MMS VAS aplikacemi a MMS centrem
- MM8: rozhraní mezi MMS centrem a účtovacím systémem
- MM9: rozhraní mezi MMS centrem a online účtovacím systémem
- MM10: rozhraní mezi MMS centrem a MSCF (Messaging Service Control Function); používá protokol DIAMETER
- MM11: rozhraní mezi MMS centrem a externím transkodérem

## MM1
MM1 je rozhraní mezi mobilní telefonem (anglicky Mobile Station, MS) a MMSC.
MM1 se používá při následujících činnostech:
- Odeslání MMS z mobilního telefonu do MMSC
- Zaslání oznámení, že příjemce má MMS čekající na vyzvednutí, z MMSC na mobilní telefon
- Vyzvednutí MMS příjemcem z MMSC
- Poslání oznámení z MMSC odesilateli, že příjemce si zprávu vyzvedl
- Pro práci se schránkou v MMSC (ukládání MMS, mazání MMS, ...)

Rozhraní MM1 používá protokol WAP. Zahrnuje také PAP notifikace, které WAP brána převádí na SMS. Mezi mobilním telefonem a MMSC se protokolem HTTP přenášejí zprávy s MIME typem application/vnd.wap.mms-message, jejichž formát je popsán ve standardech Open Mobile Alliance Multimedia Messaging Service Encapsulation Protocol a Wireless Application Protocol, Wireless Session Protocol Specification.

## MM2
MM2 je vnitřní rozhraní mezi dvěma složkami, ze kterých se skládá MMSC: MMS Relay (MMS-R) a MMS Serverem, který slouží pro přístup k úložišti multimediálních zpráv. Pro toto rozhraní není standardizován žádný protokol, definice rozhraní je věcí dodavatele MMSC.

## MM3
MM3 je rozhraní mezi MMSC a externími servery pro dopravu zpráv jako je např. e-mailový server nebo SMSC, které bývají anglicky označovány slovem legacy (zděděné, převzaté), což signalizuje, že pro výměnu zpráv se používají tradiční protokoly pro dopravu elektronické pošty, zejména SMTP.
MMSC obecně odpovídá za obousměrné konverze mezi vícedílnými binárními MMS zprávami typů application/vnd.wap.multipart.* na rozhraní MM1 na MIME typy multipart/* na rozhraní MM3.

## MM4
MM4 je rozhraní, které slouží pro výměnu zpráv mezi různými MMSC. Jednotlivá MMSC se mohou nacházet v mobilních sítích různých operátorů. Pokud odesilatel a příjemce zprávy používají různá MMSC (mají různé operátory a tito operátoři nesdílejí stejné MMSC), bude zpráva z MMSC odesilatele směrována na MMSC příjemce přes rozhraní MM4.
Toto rozhraní se ve standardech Wireless Application Protocol (WAP) a Open Mobile Alliance (OMA) označuje jako rozhraní MMSR. I toto rozhraní je obvykle realizováno protokolem SMTP, zpravidla s doplněnými nestandardními hlavičkami.

## MM5
MM5 je rozhraní mezi MMSC a jinými síťovými prvky jako je HLR nebo server DNS. Komunikace přes MM5 rozhraní slouží pro získání směrovacích informací. V 3GPP TS 23.140 je MM5 definováno odkazem na Mobile Application Part. Rozhraní je potřeba při přímém doručování MMS; pokud se posílají notifikace pomocí SMS, není MM5 potřebné.

## MM6
MM6 je rozhraní mezi MMSC a databází uživatelů. Může používat různé protokoly, obvyklé je použití LDAP.

## MM7
MM7 je rozhraní mezi MMSC a poskytovatelem služeb s přidanou hodnotou (VASP).
Rozhraní MM7 slouží k příjmu MMS od větších poskytovatelů (například banky mohou odesílat výpisy nebo reklamní agentury). Je založené na protokolu SOAP s přílohami, pro přenos slouží HTTP (příkazy POST).
Zpráva je ve formátu MIME, v němž je zapouzdřena SOAP obálka a zakódované přílohy. SOAP obálka má formát XML, v němž tagy jsou data protokolu MM7.

## MM8
MM8 je rozhraní mezi MMSC a offline účtovacím systémem podle 3GPP TS 32.240. Rozhraní je popsáno v 3GPP TS 32.270.

## MM9
MM9 je rozhraní mezi MMSC a online účtovacím systémem podle 3GPP TS 32.240. Používá se pro účastníky s předplacenými kartami. Rozhraní je stejně jako MM8 popsáno v 3GPP TS 32.270.

## MM10
MM10 je rozhraní mezi MMSC a Messaging Service Control Function (MSCF). Lze jej použít např. k převodům telefonních čísel. Používá protokol DIAMETER.

## MM11
MM11 je rozhraní pro komunikaci s transkodéry. Transkodér je softwarové komponenta, která konvertuje jednotlivé části zpráv do formátů a velikostí, které je schopno zobrazit zařízení příjemce. Rozhraní MM11 je definované standardem OMA STI (Standard Transcoding Interface) 1.0. Účelem MM11 je umožnit komunikaci různých MMSC s různými transkodéry.
Integrace s transkodérem bez použití MM11 je možná implementací transkodéru jako proxy serveru. Zprávy mohou být transparentně transkódovány umístěním transkodéru na rozhraní MM1 mezi uživatelským zařízením a MMSC. Možnou nevýhodou této implementace je, že transkodéry jsou typicky licencovány podle počtu transakcí za sekundu. Všechny transakce budou posílány přes transkodér, místo aby byly pouze označeny, že umožňují přizpůsobení.
Formáty přenášených dat jsou shrnuty v 3GPP TS 26.140.
Rozvržení multimediální zprávy je popsáno jazykem Synchronized Multimedia Integration Language (SMIL).